# كوينتن لوران
كوينتن لوران (6 أكتوبر 1989 ببلجيكا - ) هو لاعب كرة قدم بلجيكي في مركز قلب الدفاع. لعب مع Royale Union Tubize-Braine ‏.

## وصلات خارجية
- كوينتن لوران على موقع قاعدة بيانات كرة القدم.إي يو (الإنجليزية)
- كوينتن لوران على موقع Soccerway.com (الإنجليزية)